# Adamski (danceproducent)
Adamski, pseudoniem van Adam Paul Tinley (Lymington, 4 december 1967), is een Brits dance-producer, vooral bekend van de hit Killer met Seal.
De naam Adamski is afkomstig van de ufo-enthousiasteling George Adamski.

## Loopbaan
Het nummer Killer uit 1990 was een samenwerking met beginnend artiest Seal. Oorspronkelijk bracht Adamski het nummer instrumentaal uit, zonder veel succes. Later schreef Seal de tekst bij het nummer en nam ook de zang voor zijn rekening. Een groot internationaal succes was het resultaat. Het nummer werd later (1993) gebruikt door George Michael samen met het nummer Papa was a Rolling Stone op een livealbum met de overgebleven leden van Queen.
Adamski werkte op zijn tweede album Naughty uit 1992 samen met Nina Hagen in het nummer Get your body!. Commercieel gezien was dit album geen succes.
Adamski's derde album werd eind 1998 uitgebracht op het ZTT Records-label, dat bekend was door groepen als Frankie Goes to Hollywood en The Art of Noise. De titel van het album was Adamski's thing and leek qua stijl op die van Naughty – veel gitaarwerk, strings en rauwe zangpartijen, maar wel ritmisch en dansbaar. Van het album kwamen twee singles: Intravenous Venus en One of the people.
In 2000 bracht Tinley zijn laatste single uit als Adamski: In the city. Het werd een hit in Italië, maar deed elders weinig. Begin jaren 2000 besloot Tinley een nieuwe identiteit aan te nemen. Hij produceert nu onder de naam Adam Sky.

## Discografie

### Albums
| Album met eventuele hitnotering(en) in de Nederlandse Album Top 100 | Datum van verschijnen | Datum van binnenkomst | Hoogste positie | Aantal weken | Opmerkingen   |
| ------------------------------------------------------------------- | --------------------- | --------------------- | --------------- | ------------ | ------------- |
| Liveandirect                                                        | 1989                  | -                     |                 |              | Livealbum     |
| Doctor Adamski's musical pharmacy                                   | 1990                  | -                     |                 |              |               |
| Naughty                                                             | 1992                  | -                     |                 |              |               |
| Adamski's thing                                                     | 1998                  | -                     |                 |              |               |
| Killer - the best of Adamski                                        | 1999                  | -                     |                 |              | Verzamelalbum |
| Mutant pop                                                          | 2000                  | -                     |                 |              |               |

### Singles
| Single met eventuele hitnotering(en) in de Nederlandse Top 40 | Datum van verschijnen | Datum van binnenkomst | Hoogste positie | Aantal weken | Opmerkingen                              |
| ------------------------------------------------------------- | --------------------- | --------------------- | --------------- | ------------ | ---------------------------------------- |
| Killer                                                        | 1990                  | 07-07-1990            | 2               | 12           | met Seal / Nr. 2 in de Nationale Top 100 |
| The space jungle                                              | 1990                  | 29-09-1990            | 21              | 4            | Nr. 20 in de Nationale Top 100           |
| Intravenous Venus                                             | 1998                  | -                     |                 |              |                                          |
| One of the people                                             | 1998                  | -                     |                 |              |                                          |
| In the city                                                   | 2000                  | -                     |                 |              |                                          |

| Single met hitnotering(en) in de Vlaamse Ultratop 50 | Datum van verschijnen | Datum van binnenkomst | Hoogste positie | Aantal weken | Opmerkingen                           |
| ---------------------------------------------------- | --------------------- | --------------------- | --------------- | ------------ | ------------------------------------- |
| Killer                                               | 1990                  | -                     |                 |              | met Seal / Nr. 1 in de Radio 2 Top 30 |
| The space jungle                                     | 1990                  | -                     |                 |              | Nr. 21 in de Radio 2 Top 30           |

### NPO Radio 2 Top 2000
| Nummer met noteringen in de NPO Radio 2 Top 2000 | '09  | '10 | '11  | '12  | '13  | '14  | '15 | '16  | '17  |
| ------------------------------------------------ | ---- | --- | ---- | ---- | ---- | ---- | --- | ---- | ---- |
| Killer (met Seal)                                | 1897 | -   | 1590 | 1658 | 1971 | 1957 | -   | 1938 | 1848 |

1. ↑  Een '-' betekent dat het nummer niet was genoteerd en een vetgedrukt getal geeft de hoogste notering aan.
2. ↑  2009 was het eerste jaar met een notering voor dit nummer.
3. ↑  Deze tabel is bijgewerkt tot en met de laatste editie (2024).